# Coupe arabe des nations de football 2009
Navigation
Koweït 2002 Arabie saoudite 2012
La Coupe arabe des nations de football 2009 devait être la 10e édition de la Coupe arabe des nations de football, une compétition organisée par l'Union des associations arabes de football (UAFA), dont la phase finale était prévue en juin 2009 dans l'un des pays qualifiés.
22 sélections nationales du monde arabe issues de deux confédérations, africaine (CAF) et asiatique (AFC), devaient participer à cette édition, dont 8 en phase finale.
La compétition est abandonnée après le premier tour de qualification pour des raisons financières, par défaut de sponsors.

## Participants
| Équipe              | Confédération | Tour d'entrée             |
| ------------------- | ------------- | ------------------------- |
| Algérie             | CAF           | 2e tour de qualification  |
| Arabie saoudite     | AFC           | 2e tour de qualification  |
| Bahreïn             | AFC           | 2e tour de qualification  |
| Égypte              | CAF           | 2e tour de qualification  |
| Émirats arabes unis | AFC           | 2e tour de qualification  |
| Irak                | AFC           | 2e tour de qualification  |
| Jordanie            | AFC           | 2e tour de qualification  |
| Koweït              | AFC           | 2e tour de qualification  |
| Libye               | CAF           | 2e tour de qualification  |
| Maroc               | CAF           | 2e tour de qualification  |
| Oman                | AFC           | 2e tour de qualification  |
| Qatar               | AFC           | 2e tour de qualification  |
| Syrie               | AFC           | 2e tour de qualification  |
| Tunisie             | CAF           | 2e tour de qualification  |
| Comores             | CAF           | 1er tour de qualification |
| Djibouti            | CAF           | 1er tour de qualification |
| Liban               | AFC           | 1er tour de qualification |
| Mauritanie          | CAF           | 1er tour de qualification |
| Palestine           | AFC           | 1er tour de qualification |
| Somalie             | CAF           | 1er tour de qualification |
| Soudan              | CAF           | 1er tour de qualification |
| Yémen               | AFC           | 1er tour de qualification |

## Déroulement du tournoi

### Premier tour de qualification
Les 8 équipes les moins bien classées au classement FIFA sont réparties dans deux groupes de quatre équipes. Les vainqueurs de chaque groupe se qualifient pour le deuxième tour de qualification.
Le format du premier tour est celui d'un tournoi toutes rondes simple. Chaque équipe joue un match contre toutes les autres équipes du même groupe.
- Victoire : 3 points ;
- Match nul : 1 point ;
- Défaite : 0 point.

En raison du forfait du Qatar au deuxième tour de qualification, le meilleur deuxième de ce premier tour est aussi repêché.
La Palestine a dû déclarer forfait, Israël leur permettant pas de voyager au Yémen.
Légende
- Équipe qualifiée
- Équipe éliminée
- Forfait

#### Groupe 1
Tous les matchs du groupe 1 se déroulent au Ali Mohsen Al-Muraisi Stadium (en) de Sanaa au Yémen.
| Rang | Équipe    | Pts | J | G | N | P | Bp | Bc | Diff |
| ---- | --------- | --- | - | - | - | - | -- | -- | ---- |
| 1    | Yémen     | 6   | 2 | 2 | 0 | 0 | 6  | 1  | +5   |
| 2    | Comores   | 3   | 2 | 1 | 0 | 1 | 4  | 4  | 0    |
| 3    | Djibouti  | 0   | 2 | 0 | 0 | 2 | 3  | 8  | -5   |
| 4    | Palestine | 0   | 0 | 0 | 0 | 0 | 0  | 0  | 0    |

| 14 décembre 2006 | Yémen             | 2 – 0   | Comores | Ali Mohsen Al-Muraisi Stadium (en), Sanaa |  |
|                  | Al-Haggam 73e 90e | (0 – 0) |         |                                           |  |
|                  | Rapport           |         |         |                                           |  |

| 14 décembre 2006 | Djibouti                | 2 – 4   | Comores                                   | Ali Mohsen Al-Muraisi Stadium (en), Sanaa |  |
|                  | Hassan 43e · Hadi 90+2e | (1 – 2) | 5e Miktadi · 33e 75e Anfane · 89e Mouigni |                                           |  |
|                  | Rapport                 |         |                                           |                                           |  |

| 20 décembre 2006 | Yémen                                                     | 4 – 1   | Djibouti  | Ali Mohsen Al-Muraisi Stadium (en), Sanaa |  |
|                  | Al-Sasi 9e · Nasser 48e · Al-Hubaishi 52e · Al-Tahoos 85e | (1 – 1) | 7e Okishi |                                           |  |
|                  | Rapport                                                   |         |           |                                           |  |

#### Groupe 2
Tous les matchs du groupe 2 se déroulent à Beyrouth au Liban, dans deux stades : la Cité sportive Camille-Chamoun et le Stade municipal de Beyrouth.
| Rang | Équipe     | Pts | J | G | N | P | Bp | Bc | Diff |
| ---- | ---------- | --- | - | - | - | - | -- | -- | ---- |
| 1    | Soudan     | 7   | 3 | 2 | 1 | 0 | 8  | 1  | +7   |
| 2    | Liban      | 5   | 3 | 1 | 2 | 1 | 4  | 0  | +4   |
| 3    | Mauritanie | 4   | 3 | 1 | 1 | 1 | 8  | 4  | +4   |
| 4    | Somalie    | 0   | 3 | 0 | 0 | 3 | 3  | 18 | -15  |

| 21 décembre 2006 | Liban | 0–0 | Mauritanie | Cité sportive Camille-Chamoun, Beyrouth |  |
|                  |       |     |            |                                         |  |

| 21 décembre 2006 | Soudan                                                                    | 6–1 | Somalie             | Stade municipal de Beyrouth, Beyrouth |  |
|                  | Eltahir 8e · Khaider 16e 18e · Mustafa 21e (pen.) · Agab 30e · Natali 55e |     | 90+3e Ali Abdelaziz |                                       |  |

| 24 décembre 2006 | Liban                                         | 4–0 | Somalie | Cité sportive Camille-Chamoun, Beyrouth |
|                  | Ghaddar 4e 28e · Nasseredine 72e · Rustom 83e |     |         |                                         |

| 24 décembre 2006 | Mauritanie | 0–2 | Soudan               | Stade municipal de Beyrouth, Beyrouth |
|                  |            |     | 3e Agab · 90e Tambal |                                       |

| 27 décembre 2006 | Somalie                      | 2–8 | Mauritanie                                                                        | Stade municipal de Beyrouth, Beyrouth |  |
|                  | Ali Abdelaziz 26e (pen.) 67e |     | 4e (pen.) 24e Mohamed · 14e 27e (pen.) Dominique · 30e 43e Ndiaye · 75e 88e Khuro |                                       |  |

| 27 décembre 2006 | Liban | 0–0 | Soudan | Cité sportive Camille-Chamoun, Beyrouth |  |
|                  |       |     |        |                                         |  |

### Deuxième tour de qualification
Le deuxième tour de qualification devait concerner 16 équipes (les 3 équipes qualifiées du premier tour ainsi que les 13 autres équipes exemptes du premier tour) réparties en quatre groupes de quatre, les équipes de chaque groupe s'affrontant tous une fois. Les deux premiers de chaque groupe se qualifient pour la phase finale.
Ce tour prévu sur les années 2007 et 2008 ne sera jamais joué, et la compétition abandonnée.

### Phase finale
La phase finale, comprenant huit équipes, était prévue en juin 2009 dans l'un des pays qualifiés pour cette phase.